# Реактор со смешанным спектром
Реактор со смешанным спектром — реактор, в котором спектр нейтронов сильно различается в разных частях реактора. В этом случае однозначная классификация реактора затруднительна. Наиболее перспективный вариант реактора со смешанным спектром — это реактор на тепловых нейтронах с ТВЭЛами достаточно большого диаметра. В реакторе с такой геометрией внутри ТВЭЛов спектр нейтронов соответствует реактору на быстрых нейтронах, а нейтронное поле в целом — реактору на тепловых нейтронах. В реакторе с такой геометрией регенерация топлива происходит на быстрых нейтронах, что позволяет увеличить коэффициент регенерации ядерного топлива. Вместе с тем система управления у такого реактора не отличается от системы управления обычного реактора на тепловых нейтронах.
Недостатком такой конструкции является трудность теплосъёма с ТВЭЛов большого диаметра (десятки сантиметров). Практических реализаций в настоящее время нет.